# 约翰·利思戈
约翰·阿瑟·利思戈（英語：John Arthur Lithgow，發音： /ˈlɪθɡoʊ/ LITH-goh，1945年10月19日—）是一位美国演员、音乐人和作家。他参与了许多媒体项目，包括话剧、电视、电影和广播。他还写了一些诗歌和儿童文学著作。
他参演了电影《加普的世界观》（The World According to Garp 1982）和《母女情深》（1983），因这两部片获奥斯卡最佳男配角獎提名。他还出演《浑身是劲》（Footloose）中的Reverend Shaw Moore、NBC情景喜劇《歪星撞地球》中的Dick Solomon、《史瑞克》中的法克大人（配音演出），Showtime频道旗下电视剧《嗜血法医》中的三体杀手（获金球奖、艾美奖）。
他出演的舞台剧有《成功的滋味》音乐剧版，获托尼奖最佳音乐剧男演员奖。后来又出演了《偷心大少》音乐剧版，再次获托尼奖最佳音乐剧男演员奖。
他还录制儿童音乐专辑，包括1999年的《Singin' in the Bathtub》，并出版有《Marsupial Sue》等儿童故事。

## 早年生活
約翰於1945年10月19在美國紐約州羅徹斯特（Rochester）出生，母親薩拉·珍妮（Sarah Jane）是一位退役演員，父親亞瑟·華盛頓·利思戈三世是普林斯頓麥卡特劇院的戲劇監製和導演。由於父親工作性質的原故，約翰幼年時期經常要隨家人四處遷居。他在十幾歲時多居於俄亥俄州的阿克倫及萊克伍德。
約翰於1967年在哈佛大學完成文學士榮譽學位，主修歷史和文學。畢業後獲取畢業後獲取傅爾布萊特獎學金到倫敦音樂與戲劇藝術學院繼續進修。

## 作品

### 電影
- 《凶線》 (Blow Out) (1981)
- 《蓋普眼中的世界》 (The World According to Garp) (1982)
- 《親密關係》（Terms of Endearment）(1983)
- 《渾身是勁》（Footloose）(1984)
- 《英烈的歲月》（Memphis Belle）(1990)
- 《巔峰戰士》（Cliffhanger）(1993)
- 《史瑞克》（Shrek）(2001)
- 《金賽性學教室》（Kinsey）(2004)
- 《猩球崛起》（Rise of the Planet of the Apes）(2011)
- 《愛，不散》（Love Is Strange）(2014)
- 《星際效應》（Interstellar）(2014)
- 《會計師》（The Accountant ）(2016)
- 《歌喉讚3》（Perfect Pitch 3）(2017)
- 《家有兩個爸x2》（Daddy's Home 2）(2017)
- 《重磅腥聞》（Bombshell）(2019)
- 《秘密會議》（Conclave）(2024)

### 電視
- 《歪星撞地球》（3rd Rock from the Sun）(1996)
- 《老爸老妈浪漫史》（How I Met Your Mother）(2010)
- 《夢魘殺魔》（Dexter）(2016)
- 《王冠》（The Crown）(2016)

### 舞台劇
- 《成功的滋味》
- 《偷心大少》

## 外部連結
- 官方网站
- 互聯網百老匯資料庫（IBDB）上约翰·利思戈的資料（英文）
- 互联网外百老汇数据库（IOBDB）上约翰·利思戈的資料（英文）
- 约翰·利思戈在互联网电影资料库（IMDb）上的資料（英文）
- TCM电影资料库上约翰·利思戈的资料（英文）
- John Lithgow （页面存档备份，存于） at FEARnet
- Profile of John Lithgow – Downstage Center
- American Theatre Wing – 2005 interview
- 2006 bio article on Lithgow
- Razor and Tie Artist Page （页面存档备份，存于）
- Razor and Tie Media Page
- TonyAwards.com Interview with John Lithgow
- John Lithgow speaks at the Oxonian Society November 15, 2007
- NYPL gallery of selected stage production photographs, 1967-1988 （页面存档备份，存于）